# HMS Syrtis (P241)
| «Сертіс»                                                              | «Сертіс» | «Сертіс» |
| --------------------------------------------------------------------- | --- | --- |
| HMS Syrtis (P241)                                                     | | |
|                                                                       | | |
| Британський підводний човен «Сертіс». Квітень 1943                    | | |
| Верф                                                                  | Cammell Laird, Беркенгед                                                                                             | Cammell Laird, Беркенгед                                                                                             |
| Під прапором                                                          | Велика Британія | Велика Британія |
| Належність                                                            | Військово-морські сили Великої Британії                                                                              | Військово-морські сили Великої Британії                                                                              |
| Порт приписки                                                         | Лервік, Клайд, Голі-Лох                                                                                              | Лервік, Клайд, Голі-Лох                                                                                              |
| На честь                                                              | єдиний корабель флоту на ім'я «Сертіс»                                                                               | єдиний корабель флоту на ім'я «Сертіс»                                                                               |
| Замовлення                                                            | 25 січня 1941 | 25 січня 1941 |
| Закладений                                                            | 14 жовтня 1941 | 14 жовтня 1941 |
| Спуск на воду                                                         | 4 лютого 1943 | 4 лютого 1943 |
| Введений до складу флоту                                              | 23 квітня 1943 | 23 квітня 1943 |
| На службі                                                             | 1943–1944 | 1943–1944 |
| Загибель                                                              | 22 березня 1944 року ймовірно підірвався на мінному полі та затонув біля Буде                                        | 22 березня 1944 року ймовірно підірвався на мінному полі та затонув біля Буде                                        |
| Бойовий досвід                                                        | Друга світова війна Битва за Атлантику                                                                               | Друга світова війна Битва за Атлантику                                                                               |
| Проєкт                                                                | | |
| Тип ПЧ                                                                | середній дизель-електричний підводний човен                                                                          | середній дизель-електричний підводний човен                                                                          |
| Основні характеристики                                                | | |
| Швидкість (надводна)                                                  | 14,75 вузлів (27,3 км/год)                                                                                           | 14,75 вузлів (27,3 км/год)                                                                                           |
| Швидкість (підводна)                                                  | 10 вузлів (18,6 км/год)                                                                                              | 10 вузлів (18,6 км/год)                                                                                              |
| Гранична глибина занурення                                            | 91,4 м | 91,4 м |
| Дальність плавання                                                    | 6000 миль (11 000 км) на швидкості 10 вузлів (надводна) 120 миль (220 км) на швидкості 3 вузли (підводна)            | 6000 миль (11 000 км) на швидкості 10 вузлів (надводна) 120 миль (220 км) на швидкості 3 вузли (підводна)            |
| Екіпаж                                                                | 48 офіцерів та матросів                                                                                              | 48 офіцерів та матросів                                                                                              |
| Розміри                                                               | | |
| Довжина найбільша (по КВЛ)                                            | 66,1 м | 66,1 м |
| Ширина корпусу найб.                                                  | 7,2 м | 7,2 м |
| Середня осадка (по КВЛ)                                               | 4,5 м | 4,5 м |
| Водотоннажність надводна                                              | 879 тонн | 879 тонн |
| Силова установка                                                      | | |
| Дизель-електрична: 2 × дизельних двигуни Admiralty 2 × електродвигуни | | |
| Гвинти                                                                | 2 | 2 |
| Потужність                                                            | 1900 к.с. (дизелі) 1300 к.с. (електродвигуни)                                                                        | 1900 к.с. (дизелі) 1300 к.с. (електродвигуни)                                                                        |
| Озброєння                                                             | | |
| Торпедно- мінне озброєння                                             | 7 × 533-мм торпедних апаратів 17 торпед                                                                              | 7 × 533-мм торпедних апаратів 17 торпед                                                                              |
| ППО                                                                   | 1 × 76-мм зенітна гармата QF 3-inch 20 cwt 1 × 20-мм автоматична зенітна гармата «Ерлікон» 3 × 7,7-мм кулемети Lewis | 1 × 76-мм зенітна гармата QF 3-inch 20 cwt 1 × 20-мм автоматична зенітна гармата «Ерлікон» 3 × 7,7-мм кулемети Lewis |
| Електроніка                                                           | тип 129AR / тип 138 ASDIC тип 291 раннього попередження                                                              | тип 129AR / тип 138 ASDIC тип 291 раннього попередження                                                              |

«Сертіс» (англ. HMS Syrtis (P241) — військовий корабель, середній підводний човен типу «S» 3-ї серії Королівського військово-морського флоту Великої Британії часів Другої світової війни.

## Історія створення
Підводний човен «Сертіс» був закладений 14 жовтня 1941 року на верфі компанії Cammell Laird у Беркенгеді. 4 лютого 1943 року він був спущений на воду, а 23 квітня 1943 року увійшов до складу Королівських ВМС Великої Британії. Субмарина брала участь у бойових діях на морі в Другій світовій війні; корабель бився у Північній Атлантиці, біля берегів Європи.

## Історія служби
У вересні 1943 року підводний човен залучався до складної операції з нейтралізації німецьких капітальних кораблів, що базувалися у Каафіорді, Нордкап у Північній Норвегії. Це була перша операція із застосуванням надмалих підводних човнів типу «X» — операція «Сорс» — в якій використовували шість надмалих субмарин типу «X», але лише два мінічовни успішно заклали свої заряди під німецьким лінкором «Тірпіц». Два вийшли з ладу під час буксирування до Норвегії, один зазнав механічної несправності та затонув, ще один потонув після нападу. Тільки X6 та X7, якими командували лейтенант Дональд Кемерон та лейтенант Годфрі Плейс відповідно, здобули успіх. «Тірпіц» зазнав серйозних пошкоджень і його відновлення та повернення до строю тривало аж до травня 1944 року.
З 25 жовтня по 12 листопада «Сертіс» виконував місії з патрулювання біля Норвегії, але не помітив жодних потенційних цілей. Після проведення додаткових тренувань підводний човен 22 грудня здійснив протичовнове патрулювання біля Норвегії, захищаючи арктичні конвої JW 55B, RA 55A і RA 55B. Патрулювання пройшло без ускладнень, і 6 січня човен повернувся до Лервіка, Шотландія.
2 лютого 1944 року «Сертіс» вийшов з Камес-Бей з надмалим підводним човном X-класу X22 на буксирі. Через п'ять днів, під час наближення до Скапа-Флоу, вахтового офіцера «Сертіса» винесло за борт; підводний човен розвернувся, щоб підібрати його, але зіткнувся з X22, який затонув з усім екіпажем. Вахтового офіцера не знайшли.